# Влада Авде Хумa
Влада Авде Хума је била Извршно веће СР Босне и Херцеговине. Формирана је децембра 1953. и трајала је до 1956. године. Ова Влада је наследила је Владу Ђуре Пуцара Старог.

## Састав Владе
| Функција                      | Слика    | Име и презиме      | Странка        | Детаљи   |
| ----------------------------- | -------- | ------------------ | -------------- | -------- |
| Председник Владе              |          | Авдо Хумо          | СК Југославије |          |
| потпредседник                 |          | Блажо Ђуричић      | СК Југославије | од 1955. |
| Министри                      |          |                    |                |          |
| министар за економске односе  |          | Хакија Поздерац    | СК Југославије | до 1954. |
| министар за буџет и економију | од 1954. | Хакија Поздерац    | СК Југославије |          |
|                               |          | Цвијетин Мијатовић | СК Југославије |          |